# Ishtadevata
Ishtadevata (Sanskrit: इष्टदेवता, iṣṭa-deva (tā), wörtlich „geschätzte Göttlichkeit“ von iṣṭa, „erwünscht, gemocht, geschätzt, bevorzugt“ und devatā, „Gottheit, Göttlichkeit, Schutzgottheit“ oder deva „Gottheit“) ist ein Begriff, der im Hinduismus die Lieblingsgottheit oder bevorzugte Gottheit eines Gläubigen bezeichnet. Andere mögliche Schreibweisen sind Ishta-Deva oder Ishta Devata. Unter dem Begriff kann auch eine Schutzgottheit oder ein Aspekt Gottes, den man besonders verehrt, verstanden werden.
Das Konzept von Ishtadevata unterstreicht die Toleranz, die der hinduistische Glaube gegenüber religiösem Pluralismus hat. Unabhängig von ihrem Glauben an einen Gott mit vielen Inkarnationen oder mehreren Göttern können Hindus die göttliche Form wählen, die sie am meisten inspiriert. Während einige Sekten die Wahl einer persönlichen Gottheit fördern, glauben andere, dass der Gott sie erwählt.
Ishtadevata ist sowohl für die indische Smarta- als auch für die Bhakti-Schule von besonderer Bedeutung. Innerhalb des Smartismus wird eine von fünf Hauptgottheiten ausgewählt. Diese Wahl ist sehr wichtig, da viele Götter akzeptiert werden und die persönliche Wahl im Vordergrund steht. Auch in Konfessionen, die sich auf ein einzigartiges Konzept von Gott konzentrieren, wie der Shaivismus (der Shiva als den höchsten Gott verehrt) oder der Vaishnavismus (der Vishnu verehrt), kennen das Konzept von Ishtadevata. Im Vaishnavismus wird ein besonderer Schwerpunkt auf eine bestimmte Form von Lord Vishnu oder einen seiner Avatare wie Krishna oder Rama gelegt. In ähnlicher Weise wird im Shaktismus eine bestimmte Form der Göttin wie Parvati oder Lakshmi in den Mittelpunkt gestellt.
In einigen hinduistischen Traditionen kommt es vor, dass lebende Menschen behauptet, eine Inkarnationen von Gottheiten zu sein, oder ihre Anhänger glauben, dass sie es sind. Einige dieser Gurus wurden deswegen als Ischta Devatas verehrt.
Die Philosophie des Bhakti sieht Frömmigkeit als einen Erlösungsweg an, es ist eine Form von Gottesliebe, die mit der Hingabe an einen personalisierten Gott (= Ishtadevata) verbunden ist.

## See als0
- Bhakti-Yoga
- Vajrayana
- Vaishnavismus